# 仲川遥香
仲川遙香（日语：仲川 遥香，1992年2月10日—）是日本女藝人，為女子偶像團體AKB48、JKT48前成員，出生於東京都。2007年以AKB48第3期生身分出道，2012年從AKB48移籍至JKT48後，轉以JKT48所在的印尼從事演藝活動。

## 來歷
2006年
- 12月3日，參加AKB48第三期AKB48追加成員面試，並合格。

2008年
- 10月，與同屬Team B且同經紀公司的渡邊麻友、多田爱佳和平嶋夏海組成「走廊奔跑隊」，並開始活動。

2009年
- 1月28日，以走廊奔跑隊的單曲《初戀衝刺／青色未來》出道[2]。
- 8月23日舉行的「AKB104選拔成員組閣祭」演唱會中，宣布從12月開始改組至Team A。

2010年
- 6月，在AKB48第17張單曲選拔總選舉「向母親發誓，這是真的」得到第20位，進入單曲選拔組，是仲川加入AKB48後第4年首次進入選拔。
- 9月21日，「AKB48第19張單曲選拔猜拳大會」得到第4位，進入單曲選拔組。

2011年
- 6月9日，「AKB48第22張單曲選拔總選舉」中得到第24位，成為Under Girls[3]。

2012年
- 2月29日起，因聲帶結節的手術入院[4]。3月7日出院，繼續演藝活動[5]。
- 6月6日，「AKB48第27張單曲選拔總選舉」中得到第44位。
- 12月23日，移籍至JKT48。成為JKT48 Team J成員。

2013年
- 4月3日，在Google+上表明不參選「AKB48第32張單曲選拔總選舉」[6][7]。

2014年
- 4月26日，於「第一屆JKT48單曲選拔總選舉」中獲得13,276票，得第3位[8]。
- 6月8日，在Google+上宣布以后将不再作为AKB48成员活动，完全移籍至JKT48。

2015年
- 5月2日，在『JKT48第二回單曲選拔總選舉』以21882票獲得第2名
- 6月13日，被任命为Team T的队长。

2016年
- 2月28日，在《JKT48 Request Hour 30》中宣布畢業，將活動至2016年年底，而在結束JKT48活動後，會繼續留在印尼發展。
- 12月1日，在《JKT48 第一屆大組閣》移籍至JKT48 Team J成員。
- 12月30日，從JKT48正式畢業。

## 人物
- 是家中五個兄弟姊妹中的次女[9]。
- 是早安家族的團體℃-ute（特別是萩原舞）的粉絲，因此BLOG中常常有有關該團體的話題。
- 2011年7月27日於《AKBINGO!》中透露父親為職業摔角選手。
- 特長是運動能力強，在讀書時有玩棒球。
- 與前田敦子為高中時代的同班同學，出道後仍是室友。
- 承認在孤兒院長大 [10]。
- 2023年8月，被美國《新聞週刊》（Newsweek）日本版雜誌選為世界尊敬的百大日本人之一[11]。

## AKB48在籍時期参加過的歌曲

### CD單曲選拔
- 無限重播
- 機會的順序

Under Girls名義
- 因為喜歡你
- 專屬於我的value
- 偶然的十字路
- 人的力量
- 不能擁有你
- 你的背影

Next Girls名義
- DoReMiFa音痴

Theater Girls名義
- 我的YELL

TeamYJ名義
- Choose me!

TeamA名義
- 與核桃對話
- 鄰人不受傷

Special Girls C名義
- 如果是榮格或佛洛伊德

Google+選拔
- Google+的天空

### 劇場公演組合曲
TeamB 1st Stage 「青春女孩」公演
- 雨中動物園

TeamB 2nd Stage 「想見你」公演
- 玻璃般的我愛你
- 從背後緊緊相擁
- 里約的革命

※在teamB全員登場的《裙襬飄飄》中擔任前排成員。
TeamB 3rd Stage「睡衣兜风」公演
- 睡衣兜風

teamB 4th Stage「偶像的黎明」公演
- 天國小子

THEATER G-ROSSO「不要讓夢想死去」公演
- 隔壁的香蕉

※藤江麗奈、河西智美、高城亚树和岩佐美咲的代演。
TeamA 6th Stage「目擊者」公演
- 仙人掌與淘金熱
- 炎上路線※

※指原莉乃的代演

## JKT48在籍時期參加過的歌曲

### CD單曲選拔
JKT48名義
RIVER
- Sakura no Shiori
- Kimi ni Au Tabi Koi wo Suru

Yuuhi wo Miteiruka?
- Nagai Hikari - Team J名義

Fortune Cookie in Love
- First Rabbit - Team J名義
- Fortune Cookie in Love - English Version -

Manatsu no Sounds Good!
- BINGO!
- Summer Love Sounds Good!

Flying Get
- Dareka no Tame ni
- Shoujotachi yo

Gingham Check
- Boku wa Ganbaru
- Sakura no Hanabiratachi
- Gingham Check - English Version -

Kokoro no Placard
- Kurumi to Dialogue - Team J名義
- Message on a Placard

Kaze wa Fuiteiru
- Juuryoku Sympathy - Team J名義
- The Wind is Blowing

Pareo wa emerald
- Takane no Ringo - Team J名義
- Pareo Is Your Emerald

Kibouteki Refrain
- Theater no Megami - Team J名義
- Refrain Full of Hope

Halloween Night
- Halloween Night（English Version）

Beginner
- Suki! Suki! Skip! - Team T名義
- Beginner（English Version）

Mae Shika Mukanee
- Hashire! Penguin - Team T名義
- Always Looking Straight Ahead

LOVE TRIP
- Aozora no Soba ni Ite - Team T名義
- LOVE TRIP（English Version）

Saikou ka yo
- Yume no Kawa（毕业曲）
- HA! - Team J名義
- Spectacular

AKB48名義
收錄於永遠的壓力
- 我們的Reason

### CD專輯選拔
收錄於Heavy Rotation
- Oogoe Diamond
- Gomenne, Summer

### 劇場公演組合曲
Team J 1st Stage「戀愛禁止條例」公演
- 心型病毒

## 演出

### 電視劇
- 馬路須加學園 最終話（2010年3月26日、東京電視台） - 飾演 馬路須加女学園學生
- 來自櫻花的信 ～AKB48 各自的畢業故事～（2011年2月26日 - 3月6日、日本電視台） - 飾演 仲川遥香
- 黃金星期一 釣り刑事2「愛と悲しみの魚たち!」（2011年5月9日、TBS） - 飾演 北里由衣
- 馬路須加學園2 最終話（2011年7月1日、東京電視台） - 飾演 Haruka
- 欺詐偶像（2012年1月13日 - 4月6日、東京電視台） - 飾演 仲川遥香

### 動畫
- 蠟筆小新（2012年3月9日・16日、朝日電視台） - 飾演 Harugon

### 舞台劇
- ドリル魂（2009年2月27日 - 3月1日、神奈川県立青少年センターホール）
- Arts Fusion in KANAGAWA ドリル魂 YOKOHAMA ガチンコ編（2010年2月26日 - 28日、神奈川県立青少年センターホール）
- マーダーファクトリー（2010年4月24日 - 29日、シアター1010）
- ATELIER DANCANプロデュース音樂劇「ACT泉鏡花」
  - （2010年10月1日 - 10日、東京グローブ座）
  - （2010年10月12日、仙台電力ホール）
  - （2010年10月15日、名鉄ホール）
  - （2010年10月17日、長崎市公会堂）
  - （2010年10月20日、京都藝術劇場春秋座）
  - （2010年10月23日・24日、北國新聞赤羽ホール）

### 電影
- スリーデイボーイズ（2009年7月4日公開、FREAK ENTERTAINMENT）
- ×ゲーム（2010年9月18日公開、Jolly Roger） - 飾演 小泉智繪

### TV
- 最強女王は誰だ！？筋肉美女世界NO.1決定戦！！ （页面存档备份，存于）KUNOICHI2007（2007年9月5日、TBS）
- AKB48+10!（2007年10月 - 2009年9月、エンタ!371）
- AKB48神TV（Family Gekijo）
  - Season1（2008年10月12日）
  - Season2（2009年7月31日・8月7日）
  - 特別節目〜分組對抗!春季保齡球大賽〜（2010年4月30日）
- すイエんサー（2008年11月8日・2009年7月21日・12月8日、NHK教育）
- NHK紅白歌合戰(2007年12月31日、NHK綜合頻道・NHK-BShi) - 以AKB48成員紅白初出場。
- 週刊AKB（2009年7月10日 - 不定期出演、東京電視台）
- 全力坂（2009年11月9日 - 24日、朝日電視台）
- AKBINGO!(2008年10月8日 - 、日本電視台)
- AKB1時59分!(2008年5月5日 - 26日、日本電視台)
- 原來如此！高校（2010年5月30日、日本電視台）
- インディ学院（2010年7月3日 - 9月25日、日本電視台）- 走廊奔跑隊的成員出演
- Ini Talkshow（2014年6月30日 -、印尼NET.电视台) - 不定期演出。

### 廣播
- AKB48 明日までもうちょっと。(2008年5月5日・10月27日・2009年1月19日・9月14日・10月12日文化放送)

### 遊戲
- 萌麻雀入門!（2008年、Hudson Soft Company PSP） - 飾演 矢久本本子
- 與AKB1/48 偶像戀愛的話…（2010年、南夢宮萬代遊戲 PSP） - 飾演 仲川遥香（本人）
- AKB 1/48 愛上偶像 in 關島（2011年、南夢宮萬代遊戲 PSP） - 飾演 仲川遥香（本人）
- AKB 1/149 戀愛總選舉（2012年、南夢宮萬代遊戲 PSP/PSVita） - 飾演 仲川遥香（本人）

### 雑誌
- アームズマガジン（2011年10・11月号表紙、Hobby Japan）